# Soldier (canción de Thomas Anders)
«Soldier» (en español: «Soldado») es el tercer sencillo del primer álbum de Thomas Anders, Different.

## Créditos
- Productor: Alan Tarney
- Arreglos: Alan Tarney
- Letra: Alan Tarney
- Música: Alan Tarney
- Grabación: RG Jones Studios, Londres.
- Fotografía: Guido Karp
- Fotografía y dirección de arte: Mainartery, Londres.

## Sencillos
7" sencillo Teldec 246 576-7 AC	28.10.1989
1. «Soldier» - 4:30
2. «Someone New» - 4:35

12" sencillo Teldec 246 575-0 AE	28.10.1989
1. «Soldier» - 8:06
2. «Soldier» - 4:30
3. «Someone New» - 4:45

- Datos: Q6131475